# Brigitta Benzing
Brigitta Benzing (zuletzt Brigitta Benzing-Wolde Giorgis; * 22. Juli 1941; † 17. April 2023) war eine deutsche Ethnologin, Sozialanthropologin und Afrikanistin. Sie war von 1981 bis 2006 Professorin an der Georg-August-Universität Göttingen.

## Werdegang
Brigitta Benzing war die Tochter des Turkologen und Diplomaten Johannes Benzing. Sie studierte Ethnologie, Afrikanistik und Semitistik an der Johannes Gutenberg-Universität Mainz, wo sie 1969 mit der Dissertation Die Geschichte und das Herrschaftssystem der Dagomba (summa cum laude) promovierte. Anschließend war sie bis 1978 wissenschaftliche Assistentin bzw. Assistenzprofessorin am Institut für Ethnologie und Afrikastudien der Universität Mainz. Danach versah sie Lehrstuhlvertretungen in Zürich, Marburg, Tübingen und FU Berlin. 
Von 1981 bis zu ihrer Emeritierung 2006 war sie Professorin am Institut für Ethnologie der Georg-August-Universität Göttingen. Benzings Forschungsschwerpunkte waren die Geschichte und aktuelle Entwicklung Schwarzafrikas sowie Theorie, Geschichte und Methodik der Ethnologie. Längere Forschungsaufenthalte führten sie nach Ghana, Mali und Äthiopien. An der Universität Addis Abeba war sie 1987–1989 sowie 1993–1996 Gastprofessorin, wo sie den Studiengang Sozialanthropologie mit aufbaute. Ab 2010 lehrte sie erneut als Professorin für Sozialanthropologie in Addis Abeba.

## Publikationen (Auswahl)
- mit Eugen Ludwig Rapp: Dictionary of the Gladava language, Frankfurt am Main 1968.
- Die Geschichte und das Herrschaftssystem der Dagomba, Hain, Meisenheim am Glan 1971, ISBN 3-445-00801-9.
- Elfenbeinküste: Kaffee, Kakao, Kapital. Abhängige wirtschaftliche Entwicklung im Zeichen autonomer politischer Entscheidung. In: Afrika heute 11 (1973), S. 22–25.
- Methoden der afrikanistischen Forschung und Lehre in der BRD. Eine kritische Bilanz. 5. Jahrestagung der Vereinigung von Afrikanisten in Deutschland 1973 (= Schriften der Vereinigung von Afrikanisten in Deutschland 8), Buske, Hamburg 1976, ISBN 3-87118-246-X.
- mit Otto Böcher und Günter Mayer: Wort und Wirklichkeit. Studien zur Afrikanistik und Orientalistik. Eugen Ludwig Rapp zum 70. Geburtstag.
  - Band 1. Geschichte und Religionswissenschaft – Bibliographie. Meisenheim am Glan 1976, ISBN 3-445-11401-3.
  - Band 2. Linguistik und Kulturwissenschaft. Meisenheim am Glan 1977, ISBN 3-445-11494-2.
- Über die Seelenvorstellungen der südöstlichen Gur-Völker: In: Wort und Wirklichkeit, Band 2, (siehe oben) S. 147–161.
- Das Ende der Ethnokunst. Studien zur ethnologischen Kunsttheorie, Heymann, Wiesbaden 1978, ISBN 3-88055-024-7.
- Zwischen Initiation und Uni. Bildungssysteme und Bildungsprobleme in Afrika. In: Afrika: Texte, Dokumente, Bilder. Ein Arbeitsbuch, 2. Auflage, Peter Hammer Verlag, Wuppertal 1980, ISBN 3-87294-143-7, S. 108–122.
- mit Kahsai Wolde Giorgis: Das neue Äthiopien. Vom Kaiserreich zur Revolution. Darstellung und Dokumente (= Kleine Bibliothek 205), Pahl-Rugenstein, Köln 1980, ISBN 3-7609-0560-9.
- Kunstethnologie. In: Hans Fischer: Ethnologie. Eine Einführung, Dietrich Reimer Verlag, Berlin 1983, ISBN 3-496-00739-7, S. 257–gf272.
- "Kreativität" und "Kontext". Schlüssel zur außereuropäischen Kunst? In: Neue Zeitschrift für Musik 154 (1993), S. 43–46.
- Exploitation and Overexploitation in societies past and present (= IUAES-series 1), LIT-Verlag, Münster 2003, ISBN 3-8258-5654-2.
- Gender-Aspekte der Trauer im christlichen Hochland Äthiopiens. In: Elfriede Hermann: Form, Macht, Differenz. Motive und Felder ethnologischen Forschens, Universitätsverlag Göttingen, Göttingen 2009, ISBN 978-3-940344-80-9, S. 307–317.